# Jonathan Williams (koszykarz)
Jonathan Edward Williams (ur. 25 lutego 1995 w Farmington) – amerykański koszykarz występujący na pozycji rozgrywającego, od 2023 zawodnik Kitchener-Waterloo Titans.
6 sierpnia 2017 został zawodnikiem GTK Gliwice. 4 kwietnia 2018 opuścił klub. 1 sierpnia dołączył do belgijskiego Crelan Okapi Aalstar.
18 października 2019 zawarł umowę z Polpharmą Starogard Gdański.
27 grudnia 2021 podpisał kolejny w karierze kontrakt z GTK Gliwice. 9 marca 2023 został zawodnikiem kanadyjskiego Kitchener-Waterloo Titans.

## Osiągnięcia
Stan na 1 grudnia 2023, na podstawie, o ile nie zaznaczono inaczej.
NCAA
- Mistrz:
  - sezonu regularnego:
    - konferencji Mid-American (2014)
    - dywizji konferencji Mid-American (2014)
- Zaliczony do:
  - I składu:
    - pierwszoroczniaków MAC (2014)
    - turnieju Great Alaska Shootout (2016)

  - III składu MAC (2016, 2017)

Indywidualne
(* – nagrody przyznane przez portal eurobasket.com)
- Zaliczony do składu honorable mention ligi belgijskiej (2019)*[8]